# タインオアイ県
タインオアイ県（タインオアイけん、ベトナム語：Huyện Thanh Oai / 縣靑威）は、ベトナム社会主義共和国の首都ハノイ市に存在する行政区。

## 行政
タインオアイ県は以下の行政単位に区分される。
- キムバイ市鎮（Kim Bài / 金牌）
- ビックホア社（Bích Hòa / 璧和）
- ビンミン社（Bình Minh / 平明）
- カオズオン社（Cao Dương / 高陽）
- カオヴィエン社（Cao Viên / 高園）
- クケー社（Cự Khê / 巨溪）
- ザンホア社（Dân Hòa / 民和）
- ドードン社（Đỗ Động / 杜洞）
- ホンズオン社（Hồng Dương / 紅陽）
- キムアン社（Kim An / 金安）
- キムトゥー社（Kim Thư / 金書）
- リエンチャウ社（Liên Châu / 蓮洲）
- ミーフン社（Mỹ Hưng / 美興）
- フオンチュン社（Phương Trung / 方中）
- タムフン社（Tam Hưng / 三興）
- タンウオック社（Tân Ước / 新約）
- タインカオ社（Thanh Cao / 青高）
- タインマイ社（Thanh Mai / 青枚）
- タイントゥイ社（Thanh Thùy / 青垂）
- タインヴァン社（Thanh Văn / 青文）
- スアンズオン社（Xuân Dương / 春陽）